# Hooligans (Rancid)
Hooligans è il secondo singolo dei Rancid, punk band californiana, estratto dall'album Life Won't Wait. La copertina ritrae l'ormai ex-batterista Brett Reed. Non fu girato alcun video del singolo in questione.

## Tracce
1. Hooligans
2. Cash Colture and Violence (remix)
3. Things To Come

## Formazione
- Tim Armstrong - voce e chitarra
- Lars Frederiksen - voce e chitarra
- Matt Freeman - voce e basso elettrico
- Brett Reed - batteria